# Soanierana (Tsiroanomandidy)
Pour les articles homonymes, voir Soanierana.
Soanierana est une commune urbaine malgache située dans la région de Bongolava.